# Quatro modernizações
As Quatro Modernizações (chinês simplificado: 四个现代化; chinês tradicional: 四個現代化) foram metas estabelecidas primeiramente por Deng Xiaoping para fortalecer os campos da agricultura, indústria, defesa e ciência e tecnologia na China. As Quatro Modernizações foram adotadas como um meio de rejuvenescer a economia da China em 1977, após a morte de Mao Zedong, e mais tarde estiveram entre as características definidoras do mandato de Deng Xiaoping como o Líder Supremo da China. No início de reforma e abertura, Deng propôs ainda a ideia de "xiaokang", a "sociedade moderadamente próspera" em 1979.

## Sumário
As propostas foram apresentadas em janeiro de 1963 na Conferência sobre Trabalho Científico e Tecnológico realizada em Shanghai em janeiro de 1963. Zhou Enlai convocou profissionais das ciências para realizar "as Quatro Modernizações". Em fevereiro de 1963, na Conferência Nacional sobre Ciência Agrícola e Trabalho Tecnológico, Nie Rongzhen referiu-se especificamente às Quatro Modernizações como abrangendo agricultura, indústria, defesa nacional, ciência e tecnologia. A Revolução Cultural impediu e atrasou a implementação das Quatro Modernizações por anos. Em 1975, em um de seus últimos atos públicos, Zhou Enlai apresentou novamente a proposta das Quatro Modernizações na 4ª legislatura do Congresso Nacional do Povo.
Após a morte de Zhou e de Mao logo em seguida, Hua Guofeng assumiu o controle do partido em 1976. Hua mandou prender a liderança da Revolução Cultural. Conhecida como a Gangue dos Quatro, sua prisão marcou o fim da Revolução Cultural. Este evento possibilitou a promulgação das Quatro Modernizações. Em 1977, todas as entidades em todos os setores e em todos os níveis da sociedade estavam focadas na implementação das Quatro Modernizações. Um princípio fundamental foi a rejeição do conceito anteriormente arraigado conhecido como "tigela de arroz de ferro".
A nova ideia era que todos os trabalhadores não deveriam receber o mesmo, mas sim de acordo com sua produtividade. O pensamento era que, para ser uma sociedade de consumo, a China precisaria ser uma sociedade produtora. Em dezembro de 1978, no 3º plenário do 11º Comitê Central, Deng Xiaoping anunciou o lançamento oficial das Quatro Modernizações, marcando formalmente o início da reforma.
A modernização da ciência e tecnologia, embora entendida pelos líderes chineses como chave para a transformação da indústria e da economia, mostrou-se mais um objetivo teórico do que um objetivo alcançável. Isso se deveu principalmente ao isolamento de décadas de cientistas chineses da comunidade internacional, universidades antiquadas e desatualizadas e a falta geral de acesso a equipamentos científicos avançados, tecnologia da informação e conhecimento de gestão.